# Râul Richita
Râul Richita este un curs de apă, afluent al râului Șușița. 